# Mount Breckinridge
Mount Breckinridge är ett berg i Antarktis. Det ligger i Östantarktis. Australien gör anspråk på området. Toppen på Mount Breckinridge är 2 050 meter över havet.
Terrängen runt Mount Breckinridge är huvudsakligen lite kuperad. Trakten är obefolkad. Det finns inga samhällen i närheten. 